# Läckan
Läckan är en svensk TV-serie från 1994, regisserad av Mikael Ekman och med manus av Ekman och Rolf Börjlind. Serien bygger på romanen med samma namn av Karl G. Sjödin och Klas Eklund.

## Handling
Sune Bergström som tidigare tjänstgjort vid Rikskriminalen är nu omplacerad till ”skrivbordstjänst”. Han får ett rutinuppdrag, att utreda dödsfallet av en högt uppsatt tjänsteman på finansdepartementet (Per Jonsson). Det som till en början ser ut som ett självmord leder snart in i en korruptionsskandal. Den döde var en av nyckelpersonerna i det hemliga arbetet med statsbudgeten. Vad gömmer sig i maktens korridorer?

## Skådespelare (i urval)
- Anders Ahlbom – Sune Bergström
- Jonas Falk – Tomas Falk
- Åke Lindman – Rune Lager, poliskommissarie
- Bengt Blomgren – justitieministern
- Marika Lagercrantz – Annika Strömberg, reporter
- Pontus Gustafsson – Per Jonsson
- Inga-Lill Andersson – Mari Jonsson
- Lars Dejert – Egon Blom
- Jonas Uddenmyr – Råttan, yrkesmördare
- Lars Engström – rikspolischef
- Mathias Henrikson – civilministern
- Ove Tjernberg – Erik Stavre
- Håkon Svensson – Lars-Erik Kjellson, statssekreterare
- Stig Ossian Ericson – Göran Börjesson, bostadsministern
- Thomas Roos – Lindgren, finansministern
- Lars Göran Carlsson – statsministern
- Willie Andréason – Olle, bartender
- Christer Söderlund – Säpo-chefen
- Lars Hansson – Tjoffa
- Helena Kallenbäck – Kjellsons sekreterare
- Babben Larsson – Polisens sekreterare
- Raymond Nederström – nattredaktören

## Om serien
Serien släpptes på DVD sommaren 2010.